# Brooke Ellison
Brooke Mackenzie Ellison (* 20. Oktober 1978 in Rockville Centre, New York; † 4. Februar 2024 in Stony Brook, New York) war eine US-amerikanische Akademikerin, Verfechterin von Rechten von Menschen mit Behinderungen und die erste Tetraplegikerin, die ihren Abschluss an der Harvard University machte.

## Leben und Karriere
Ellison wurde als Tochter von Edward und Jean (geborene Derenze) Ellison geboren. Am 4. September 1990, im Alter von 11 Jahren, wurde sie auf dem Heimweg von der Schule von einem Auto angefahren, wodurch sie vom Hals abwärts gelähmt wurde. Im Jahr 2000 schloss sie ihr Studium der kognitiven Neurowissenschaften in Harvard mit dem Bachelor of Science magna cum laude ab. Sie erlangte auch einen Master-Abschluss in Public Policy von der Kennedy School of Government in Harvard. Damit war sie die erste Tetraplegikerin, die ihren Abschluss in Harvard machte. Im Jahr 2014 verlieh die Rutgers University Ellison die Ehrendoktorwürde in Humanwissenschaften. Sie promovierte 2012 an der Stony Brook University.
Im Jahr 2002 wurden Ellisons Memoiren Miracles Happen: One Mother, One Daughter, One Journey veröffentlicht, die sie gemeinsam mit ihrer Mutter nach ihrem Abschluss in Harvard geschrieben hat.

### The Brooke Ellison Story
The Brooke Ellison Story wurde 2004 uraufgeführt und basiert auf Ellisons 2002 erschienenen Memoiren. Regie bei dem Fernsehfilm führte Christopher Reeve, der selbst an Tetraplegie litt. Ellison wurde von Vanessa Marano als Kind und Lacey Chabert als Teenager dargestellt. Der Film ist auch deshalb bemerkenswert, weil er das letzte Regieprojekt von Reeve war. Der Film wurde am 25. Oktober 2004 auf dem A&E Network ausgestrahlt.

### Kandidatur für den Staatssenat
Ellison kandidierte 2006 als Demokratin für den Senat des Bundesstaates New York. wurde aber vom republikanischen Amtsinhaber John Flanagan besiegt. Eines von Ellisons Hauptthemen war ihre Unterstützung der embryonalen Stammzellenforschung. Sie war Mitglied des Beirats des Genetics Policy Institute.

### Späteres Leben
Ellison war Professorin an der School of Health Technology and Management an der Stony Brook University und eine Motivationsrednerin.
Im November 2015 drehte Ellison zusammen mit dem Regisseur James Siegel den preisgekrönten Dokumentarfilm Hope Deferred, die darauf abzielt, die Öffentlichkeit über die embryonale Stammzellenforschung aufzuklären.
Ellison war eine Verfechterin der barrierefreien Technologie. Nach ihrer Ernennung in den Vorstand der United Spinal Association im Jahr 2022 war sie ab Januar 2023 Vizepräsidentin für technischen Zugang.
Zwei Jahrzehnte nach der Veröffentlichung von Miracles Happen schrieb und veröffentlichte Ellison 2021 ihr zweites Buch, Look Both Ways.
Ellison starb am 4. Februar 2024 im Alter von 45 Jahren im Stony Brook University Hospital an Komplikationen einer Tetraplegie.

## Bücher
- Brooke Ellison, Jean Ellison: Miracles Happen: One Mother, One Daughter, One Journey. Hyperion Press, New York 2002, ISBN 0-7868-6770-1 (englisch).
- Brooke Ellison: Look Both Ways. Adaptation Publishing, 2021, ISBN 978-1-73733-891-8 (englisch).